# Ernest Rembry
Ernest Rembry (Moorsele, 22 januari 1835 - Brugge, 14 mei 1907) was een Belgisch rooms-katholiek priester, vicaris-generaal van het bisdom Brugge en historicus.

## Levensloop
Ernest Petrus Johannes Rembry was een zoon van de arts Aimé-Jean Rembry (1806-1878), burgemeester van Menen, en van Clémentine Delva (1810-1846). Hij was een broer van de arts Aimé Rembry-Barth (1832-1894), die in 1880 de geschiedenis van Menen beschreef in vier boekdelen.
Rembry werd in 1858 tot priester gewijd in het bisdom Brugge. Hij werd benoemd tot onderpastoor van de Sint-Gillisparochie. Hoewel hij dit slechts drie jaar was, bleef hij zeer geboeid door de heilige Gillis en schreef een omvangrijke geschiedenis van de Sint-Gilliskerk, van haar pastoors en van alle gebeurtenissen en belangwekkende personen op deze parochie, door de eeuwen heen.
Samen met Guido Gezelle, Adolf Duclos en een paar anderen behoorde hij tot de stichters en animatoren van het tijdschrift Rond den Heerd. Hij publiceerde ook in het tijdschrift Biekorf. Rembry raadpleegde Gezelle bij herhaling toen hij zijn opzoekingen deed over de heilige Egidius en over de Brugse Sint-Gillisparochie. Gezelle gaf advies zowel op taalkundig als op historisch gebied. Wanneer Gezelle boeken bij de Brugse boekhandel wilde aankopen, deed hij vanuit Kortrijk beroep op Rembry. Hij zetelde in 1876 in de eerste bibliotheekcommissie van de Openbare Bibliotheek Brugge. Hij leverde ook zeven artikels aan de Handelingen van het Genootschap voor geschiedenis te Brugge.
Hij werd kanunnik van het kathedraalkapittel en doorliep een volle loopbaan als secretaris van het bisdom en vervolgens als vicaris-generaal.

## Publicaties
- Bénédiction de l'eau en l'honneur de Saint Gilles dans l'église paroissiale de ce nom à Bruges, Brugge, 1880.
- Saint Gilles: sa vie, ses reliques, son culte en Belgique et dans le Nord de la France: essai d’hagiographie, Brugge, Edw. Gailliard, 2 volumes, 1881.
- Le P. Marc d'Aviano : la délivrance de Vienne en 1683 : voyage de Marc d'Aviano dans les Pays-Bas en 1681, Brussel, Vromant, 1884.
- De bekende pastors van Sint-Gillis te Brugge, 1311-1896, met aantekeningen over kerk en parochie (Brugge, 1890-1896. Heruitgave door de West-Vlaamse Gidsenkring, 1980).
- Saint Ignace de Loyola à Bruges. Une page d'histoire locale, in: Handelingen van het Genootschap voor geschiedenis te Brugge, 1898.
- Le culte de Saint Charles Borromée à Bruges. Une contribution à la gloria posthuma du Saint, in: Handelingen van het Genootschap voor geschiedenis te Brugge, 1899 & 1900.
- Les remaniements de la hiérarchie épiscopale et les sacres épiscopaux en Belgique au XIXme siècle (...), in: Handelingen van het Genootschap voor geschiedenis te Brugge, 1902 & 1903.
- François-Joseph De Mulder: le dernier esclave brugeois: sa captivité, sa délivrance, son retour à Bruges, in: Handelingen van het Genootschap voor geschiedenis te Brugge, 1905.
- Origine du nouveau chapître de St. Bavon à Gand, in: Handelingen van het Genootschap voor geschiedenis te Brugge, 1908.
- De briefwisseling tussen Guido Gezelle en Ernest Rembry, 1872-1899, Gent, Rijksuniversiteit, 1987.